# Pingstkyrkan, Sundsvall
Pingstkyrkan är en kyrkobyggnad i Stenstan i centrala Sundsvall. Den tillhör Filadelfiaförsamlingen i Sundsvall. Framför kyrkans entré, som inte visar mycket av själva kyrkobyggnaden som är byggd på kvarterets innergård, ligger Hedbergska parken.

## Kyrkobyggnaden
1947 förvärvade församlingen fastigheten Kraften 1 i Stenstan av Sundsvalls Mjölkcentral. Fastigheten togs över 1 maj 1948 och invigning kunde ske i mars 1949.
På fastighetens innergård mellan de befintliga husen byggde man 1954–1957 den nuvarande kyrksalen. Av denna syns därför inte mer än själva entrén utifrån Rådhusgatan. Den nya kyrkobyggnaden fick två plan och hade ritats av Birger Lindberg. Det övre planet, med välvt glastak, gjordes till kyrksal och det nedre plan till församlingsvåning. Kyrksalen har plats för 700 sittande.